# Parti pour l'avenir européen
Le Parti pour l'avenir européen (Партија за Европска Иднина ou Partija za Evropska Idnina) est un parti politique macédonien de tendance agrarienne dirigé par Fijat Canoski.
Le Parti pour l'avenir européen a obtenu un siège aux élections législatives de 2006 avec 1,2 % des voix ainsi qu'en 2008, avec 1,47 % des suffrages.